# FirstRand Namibia

Ehemaliges Logo

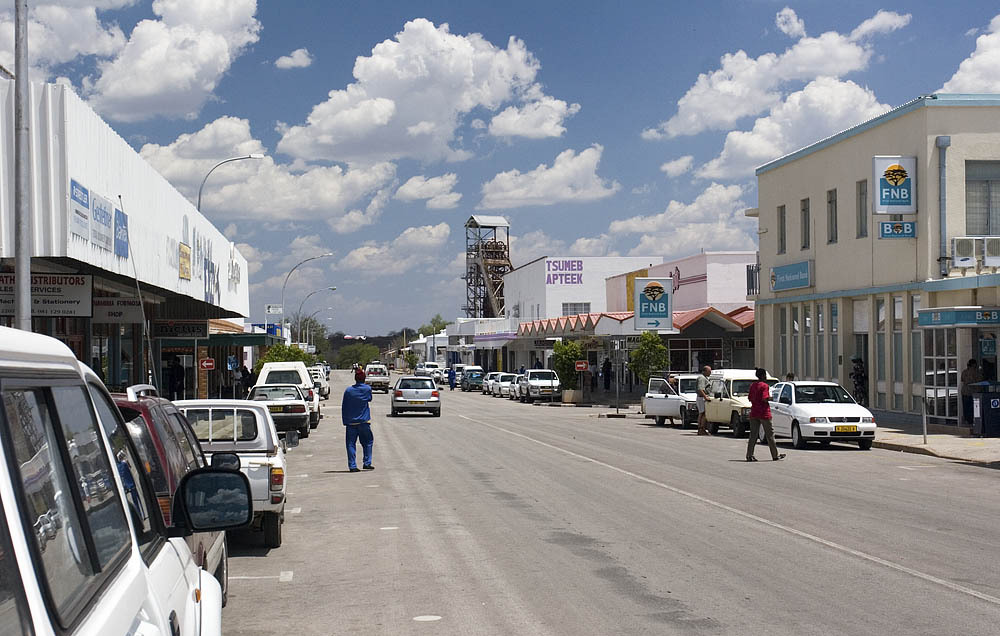
Filiale einer FNB an der Hauptstrasse in Tsumeb (rechts)

Die FirstRand Namibia, bis 2. Juli 2018 FNB Namibia Holdings, ist eine Holding und größtes Kredit- und Finanzunternehmen in Namibia mit Sitz in Windhoek. 

## Gesellschaften
Zu FirstRand Namibia gehören die folgenden Unternehmen und Geschäftsbereiche:
- First National Bank of Namibia (FNB Namibia)
- FNB Insurance Brokers
- FNB Namibia Unit Trust
- WesBank
- RMB Asset Management
- Outsurance
- Momentum
- SWABOU Life
- PointBreak (EBank)

## First National Bank of Namibia

Logo der First National Bank

Die „First National Bank of Namibia Limited“ (FNB Namibia), als größtes Unternehmen der Holding, hat neben seinem Hauptsitz in Windhoek mit über 35 Zweigstellen, 15 Agenturen und 232 Geldautomaten das umfangreichste Netz von Bank-Filialen in Namibia. Sie ging Anfang des 20. Jahrhunderts aus der Deutschen Afrika-Bank hervor.

### Geschichte
Die „National Bank of South Africa“ ging 1915 aus der aufgelösten „Deutsche-Afrika Bank“ hervor, mit Zweigstellen in Lüderitz, Swakopmund, Keetmanshoop and Windhoek. 1919 wurde die Omaruru Zweigstelle eröffnet, später die in Karibib, Walvis Bay and Usakos. 1926 wurde die Bank der Barclays Bank (Dominion, Colonial and Overseas) eingegliedert. Nach einer Reihe von Namensänderungen und Eingliederung einer kleinen Bank in Namibia wurde die Bank am 12. Februar 1988 in „First National Bank of SWA/Namibia Limited“ umbenannt, einem vollständigen Tochter der First National Bank Holdings Limited und erhielt am 14. Juni 1990 ihren heutigen Namen. Die First National Bank war 1997 die erste Bank, die an der Börse Namibia gehandelt wurde und ist dort auch das größte Unternehmen. Seit dem Zusammenschluss der Bankaktivitäten der Anglo American Corporation und der Rand Merchant Bank Holdings 1998 gehört die First National Bank of Namibia zur FirstRand-Gruppe.

## Außerordentliche Aktivitäten
Neben den Aktivitäten als Kredit- und Finanzunternehmen ist die FNB vor allem intensiv im Sportsponsoring eingebunden. So werden unter anderem sechs Mannschaften der Namibia Premier League (zum Beispiel Tigers) unterstützt.